# 프랑수아 카마노
프랑수아 카마노(프랑스어: François Kamano, 1996년 5월 1일 ~ )는 기니의 축구 선수로 현재 사우디 프로페셔널리그의 아브하에서 스트라이커로 활동 중이다.

## 구단 경력
2014-15시즌을 앞두고 SC 바스티아에 입단했다. 2014년 8월 9일 올랭피크 드 마르세유와의 경기에서 데뷔전을 치렀다.
2016-17시즌을 앞두고 FC 지롱댕 드 보르도에 입단했다.
2020-21시즌을 앞두고 러시아 프리미어리그의 로코모티프 모스크바로 이적했다.

## 국가대표팀 경력
2013년 7월 6일 말리 축구 국가대표팀과의 경기에서 기니 축구 국가대표팀에 데뷔했다.
2015년 아프리카 네이션스컵에 참여하는 기니 축구 국가대표팀 최종명단에 포함되었다.